# Dante bárkája
A Dante bárkája Eugène Delacroix festménye, amely a párizsi Louvre gyűjteményének része.

## Keletkezése
Delacroix  Dante Alighieri Isteni színjáték című művének nyolcadik énekéből vette festménye témáját. Dante és kísérője, Vergilius csónakban utazik a Sztüxön, az élők és holtak világát elválasztó folyón. Bárkájuk kormányánál Phlegüasz áll. Az ének szerint a folyón átkelő hajót megtámadták a vízben szenvedő lelkek.
Delacroix képe a bezártság érzését kelti, az utasoknak nincs más lehetőségük, mint folytatni útjukat a túlpart irányába. Dantét kiemeli a zöld-barna, lent hullámzó, fent viharos közegből vörös fejfedője. Látszik, hogy a csónak megbillenése miatt elvesztette egyensúlyát, a nyugodt Vergilius a keze után kap. A vízből testet öltött megkínzott lelkek próbálnak felmászni a bárka fedélzetére: izmaik megfeszülnek az erőlködéstől.
A festmény fő inspirálója a francia romantika első nagy mesterműve, Theodore Gericault Medúza tutaja című alkotása volt. Stílusát tekintve Delacroix műve két nagy művészeti mozgalom, a neoklasszicizmus és a romantika határán áll. A neoklasszicizmusnak megfelelően vertikális és horizontális tengelyek szervezik a kompozíciót. A vízszintes tengely a csónak, a fő függőleges egység pedig Dante és Vergilius kettőse. A romantikát a bőségesen megjelenő érzelmek képviselik: Dante sokktól rémült arca vagy a lelkek elkeseredettséget sugárzó mimikája és mozdulatai. Az erőteljes ecsetvonások azt az érzetet keltik, hogy szél süvít a Sztüx felett, hullámokat vetve a folyón, tépve a hajón utazók köpenyét.
Eugène Delacroix mindössze 22 éves volt, amikor 1822-ben, az éves párizsi képzőművészeti kiállításon bemutatták a festményt. A Dante bárkája nagy siker volt, és a francia kormány megvette, ma a Louvre gyűjteményében látható.